# Sulfatreducerande bakterier

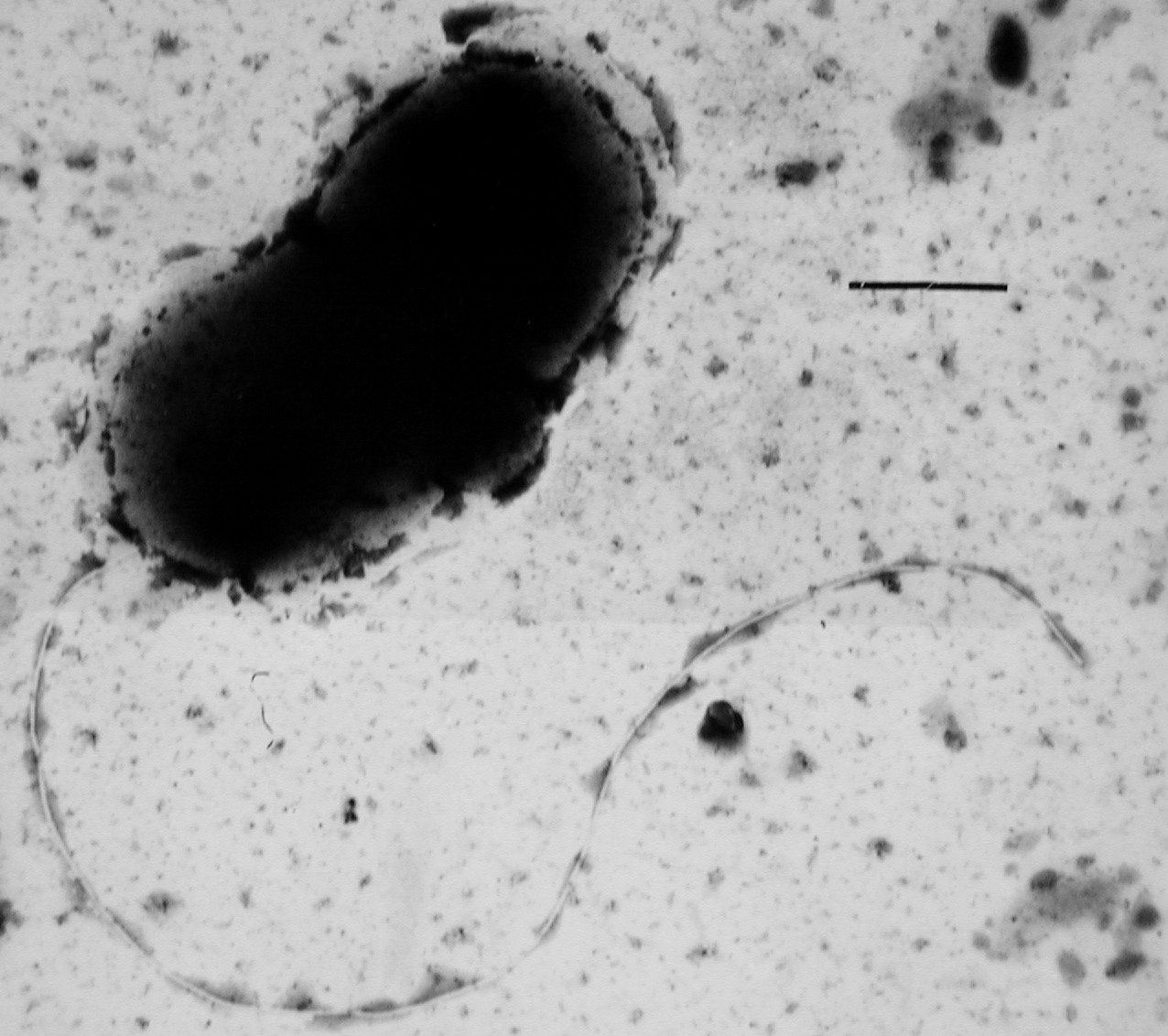
Desulfovibrio vulgaris tillhör de bäst studerade sulfatreducerande bakterierna; strecket i det övre högra hörnet är 0,5 mikrometer långt.

Sulfatreducerande bakterier är de bakterier och arkéer som kan utvinna energi genom att oxidera organiska föreningar eller molekylärt väte (H2) och samtidigt reducera sulfat (SO42-) till vätesulfid (H2S).  På så sätt kan dessa organismer "andas" sulfat snarare än syre, i form av anaerob respiration.
Sulfatreducerande bakterier kan spåras 3,5 miljarder år tillbaka och anses vara bland de äldsta formerna av mikroorganismer, och har bidragit till svavelcykeln strax efter livet uppstod på jorden.
Många bakterier reducerar små mängder sulfater för att syntetisera svavelhaltiga cellkomponenter.  Men de här sulfatreducerande bakterierna reducerar sulfat i stora mängder för att få energi och gör sig av med den resulterande sulfiden som avfall. De använder sulfat som terminal elektronacceptor i deras elektrontransportkedja.  De flesta av dem är anaerober.
De flesta sulfatreducerande bakterier kan också reducera andra oxiderade icke-organiska svavelföreningar, såsom sulfit, tiosulfat, eller elementärt svavel (som reduceras till sulfid som vätesulfid).
Dessutom finns sulfatreducerande bakterier som kan reducera fumarat, nitrat och nitrit, järn (Fe (III)) och vissa andra metaller, dimetylsulfoxid och även syre. 
Forskning  har indikerat att det finns ett åtminstone statistiskt samband mellan vissa sulfatreducerande bakterier och Parkinsons sjukdom.